# Gefechtshelm M92
O Gefechtshelm M92 (ou Gefechtshelm Schuberth B826) é o capacete de combate padrão da Bundeswehr, colocado em campo pela primeira vez em 1992 como um substituto dos capacetes de aço M1956 anteriores que foram usados anteriormente durante a Guerra Fria. É feito de materiais compósitos de aramida e é usado por todos os ramos da Bundeswehr.

## Variantes
As variantes consistem no seguinte:
- Combat 826: capacete M92 básico feito para a Bundeswehr.
- 826D: uma versão leve de plástico para desfile, substituindo o forro do M56 para uso cerimonial em 1999.
- M828: uma versão paraquedista sem a viseira frontal e com a aba reduzida.
- 826 Swiss Armed Forces: capacete M92 fabricado de acordo com os padrões suíços e da OTAN para as forças armadas suíças.[2]

## Operadores

### Atuais
- Áustria: Usado pela Polícia Federal.[3]
- Bahrein: Possui capacetes M92 equipados com sistema de suspensão baseado na do capacete M1.[4]
- Bélgica: Usado pelas Forças Armadas Belgas.[5] Emitido em 1995.[6]
- Chéquia: Utiliza o M92 fabricado sob licença como Petris P-3001.[7]
- Dinamarca: Usado pelas Forças Armadas Dinamarquesas em operações nacionais e internacionais (incluindo operações de manutenção da paz da ONU)[8]
- Alemanha: Emitido para a Bundeswehr em 1992.[1] Usado pelo GSG 9 com capas pretas.[9]
- Indonésia: Usado por certas unidades militares. Reequipado com revestimento padrão local.[10]
- Países Baixos: Utilizou as versões Schuberth e Induyco para o exército holandês,[11] sob o nome komposiet Gevechtshelm M95.[12] Lançado em 1995.[13]
- Noruega: Emitido para os militares noruegueses.[14]
- Suíça : Conhecido nas forças armadas suíças como Schutzhelm 04 (em alemão) e casque de protection balistique 04 (em francês).[2][15]
- Comitê Internacional da Cruz Vermelha: Alguns exemplos foram enviados ao IRC em Genebra.[16]
- Ucrânia: 58.000 capacetes foram doados pela Alemanha desde 2022.[17]

### Antigos
- Áustria: Anteriormente usado pela Gendarmaria.[3]